# 鶴見郵便局
鶴見郵便局（つるみゆうびんきょく）
- 神奈川県横浜市鶴見区にある郵便局。本記事で記述する。
- 大分県佐伯市にある郵便局。局番号は72136。

鶴見郵便局（つるみゆうびんきょく）は神奈川県横浜市鶴見区にある郵便局。民営化前の分類では集配普通郵便局であった。

## 概要
住所：〒230-8799 神奈川県横浜市鶴見区鶴見中央3-22-1

### 併設施設
- ゆうちょ銀行鶴見店（さいたま支店鶴見出張所）：取扱店番号020580

## 沿革
- 1901年（明治34年）2月15日 - 鶴見郵便局（三等）として開設[1]。
- 1986年（昭和61年）3月 - 局舎新築。
- 1994年（平成6年）7月1日 - 外国通貨の両替および旅行小切手の売買に関する業務取扱を開始[2]。
- 2007年（平成19年）10月1日 - 民営化に伴い、併設された郵便事業鶴見支店、ゆうちょ銀行鶴見店に一部業務を移管。
- 2012年（平成24年）10月1日 - 日本郵便株式会社の発足に伴い、郵便事業鶴見支店を鶴見郵便局に統合。

## 取扱内容

### 鶴見郵便局
- 郵便、印紙、ゆうパック、内容証明
- 生命保険、バイク自賠責保険、自動車保険
- 地方公共団体事務（横浜市バス利用券、横浜市電車利用券の交付）
- 「230-00xx」区域（横浜市鶴見区の全域）の集配業務
- ゆうゆう窓口

### ゆうちょ銀行鶴見店
- 貯金、貸付、為替、振替、振込、国際送金、外貨両替、トラベラーズチェック、国債、投資信託、変額年金保険
- ATM

## 周辺
- 横浜市鶴見区役所
- 神奈川県鶴見警察署
- 横浜市鶴見消防署
- イトーヨーカドー鶴見店

## アクセス
- 京急本線 京急鶴見駅（東口）から徒歩約9分
- JR京浜東北線・鶴見線 鶴見駅（東口）から徒歩約11分
- 横浜市営バス、川崎鶴見臨港バス 鶴見区総合庁舎入口停留所下車
- 首都高横羽線 汐入出入口から北西へ約1.5km
- 駐車場あり：13台